# Syrphophilus bizonarius
Syrphophilus bizonarius är en stekelart som först beskrevs av Johann Ludwig Christian Gravenhorst 1829.  Syrphophilus bizonarius ingår i släktet Syrphophilus och familjen brokparasitsteklar. Arten är reproducerande i Sverige. Inga underarter finns listade i Catalogue of Life.